# Mona (género)
Mona es un género monotípico perteneciente a la familia Portulacaceae. Su única especie, Mona meridensis, es originaria de Sudamérica donde se encuentra en Venezuela.

## Taxonomía
Mona meridensis fue descrita por (Friedrich) Ö.Nilsson y publicado en Botaniska Notiser 119(2): 267. 1966.
sinonimia
- Montia meridensis Friedrich basónimo[2]